# Ambrosius von Alexandria (Mäzen)
Ambrosius von Alexandria († 251) war ein reicher Christ des 3. Jahrhunderts n. Chr., der als Mäzen und Freund des Origenes bedeutend ist.
Er lebte in der ersten Hälfte des dritten Jahrhunderts im ägyptischen Alexandria als reicher und angesehener Hofbeamter. Zunächst Anhänger einer der gnostischen Richtungen, wurde er durch die Vorträge des Origenes für das kirchliche Christentum gewonnen. Er wurde zu dessen Freund und Gönner. Ambrosius besorgte für Origenes sieben Schnellschreiber und sieben Abschreiber nebst einigen Schönschreiberinnen.
Als Origenes 232 nach Caesarea verbannt wurde, begleitete ihn Ambrosius, der dort Diakon wurde und während der Verfolgung unter Maximinus Thrax als Bekenner des christlichen Glaubens im Kerker lag. Ambrosius starb 251, zwei Jahre vor Origenes.
Ein Bild von ihm ist auf der Rückseite des Hochaltars des Liebfrauenmünsters Ingolstadt zu sehen.
In der katholischen Kirche wird er als Heiliger verehrt. Sein Gedenktag ist der 17. März.